# Boyzone
Boyzone är ett irländskt pojkband som bildades 1993 och splittrades 2000. Gruppen hade flera hits, bland annat "Words", "Baby Can I Hold You", "No Matter What" och "Picture Of You". Medlemmarna var Keith Duffy, Mikey Graham, Ronan Keating, Shane Lynch och Stephen Gately. Ronan Keating har rönt stora framgångar som soloartist och Stephen Gately har bland annat gjort flera stora musikalroller i London. Sommaren 2008 återförenades gruppen och släppte en ny singel, som hette "Love You Anyway". En ny skiva med nyskrivet material planeras till 2010.
[uppföljning saknas]
Den 10 oktober 2009 hittades en av medlemmarna, Stephen Gately, död i sin sommarlägenhet på den spanska semesterön Mallorca, efter en fest tillsammans med bland andra sin man Andrew Cowles.
I november 2018 släpper de ett nytt album, följt av en turné där de firar 25 år tillsammans för att sedan lägga ned bandet permanent i slutet av 2019.

## Diskografi

### Album
- 1994 – Said and Done
- 1996 – A Different Beat
- 1998 – Where We Belong
- 2010 – Brother
- 2013 – BZ20
- 2014 – Dublin to Detroit
- 2018 – Thank You & Goodnight

### Samlingsalbum
- 1999 – By Request
- 2003 – Ballads: The Love Song Collection
- 2008 – Back Again...No Matter What
- 2014 – Love Me for a Reason – The Collection